# Leichtathletik-Europameisterschaften 2022/10.000 m der Männer

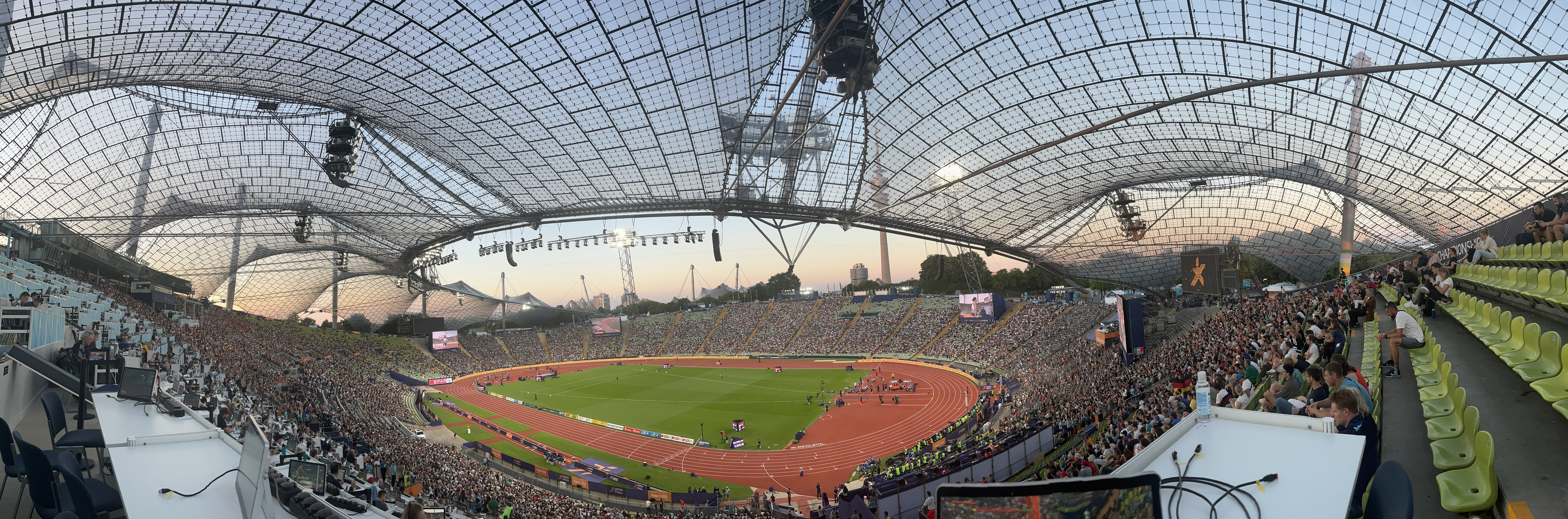
Das Olympiastadion in München während der Europameisterschaften 2022

Der 10.000-Meter-Lauf der Männer bei den Leichtathletik-Europameisterschaften 2022 wurde am 21. August 2022 im Olympiastadion der deutschen Stadt München ausgetragen.
Europameister wurde der italienische EM-Dritte von 2018 Yemaneberhan Crippa, der hier in München fünf Tage zuvor bereits Bronze über 5000 Meter gewonnen hatte. Er siegte vor dem Norweger Zerei Kbrom Mezngi. Bronze ging an den Franzosen Yann Schrub.

## Rekorde

### Bestehende Rekorde
| Weltrekord           | 26:11,00 min | Joshua Cheptegei | Valencia, Spanien                            | 7. Oktober 2020 |
| Europarekord         | 26:46,57 min | Mo Farah         | Eugene (Oregon), USA                         | 3. Juni 2011    |
| Meisterschaftsrekord | 27:30,99 min | Martti Vainio    | EM Prag, Tschechoslowakei (heute Tschechien) | 29. August 1978 |

Auch bei diesen Europameisterschaften wurde der bereits seit 1978 bestehende EM-Rekord nicht erreicht. Die schnellste Zeit erzielte der Europameister mit 27:46,13 min, womit er knapp 16 s über dem Rekord blieb. Zum Europarekord fehlte ihm fast eine Minute, zum Weltrekord gut 1:35 min.

## Durchführung
Die 26 Teilnehmer bestritten wie in diesem Wettbewerb üblich keine Vorläufe, alle Athleten traten gemeinsam zum entscheidenden Rennen an.

## Legende
Kurze Übersicht zur Bedeutung der Symbolik – so üblicherweise auch in sonstigen Veröffentlichungen verwendet:
| DNF   | Wettkampf nicht beendet (did not finish) |
| k. A. | keine Angabe                             |

## Resultat

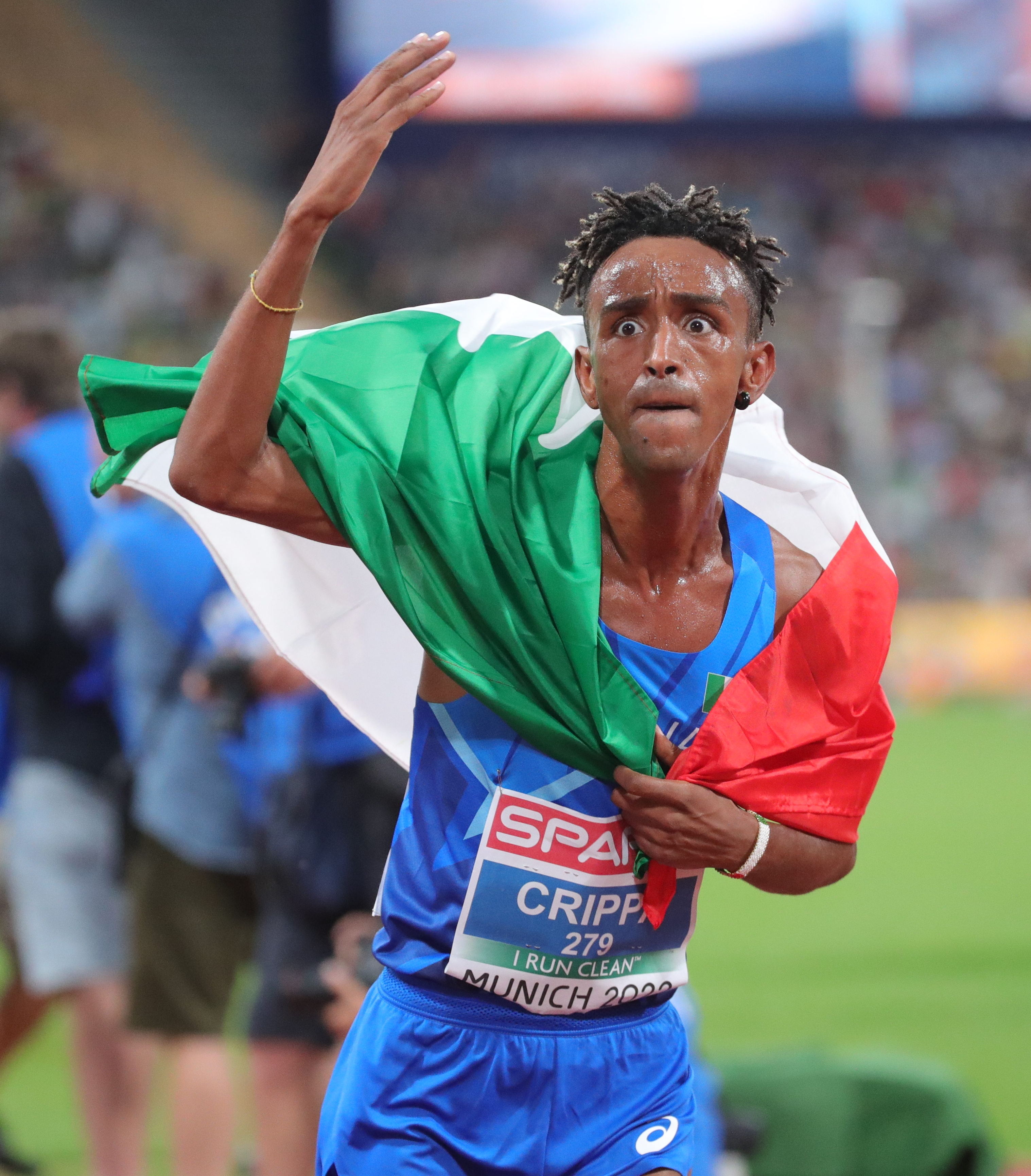
Yemaneberhan Crippa – nach EM-Bronze 2018 und Bronze hier über 5000 Meter nun Gold über 10.000 Meter

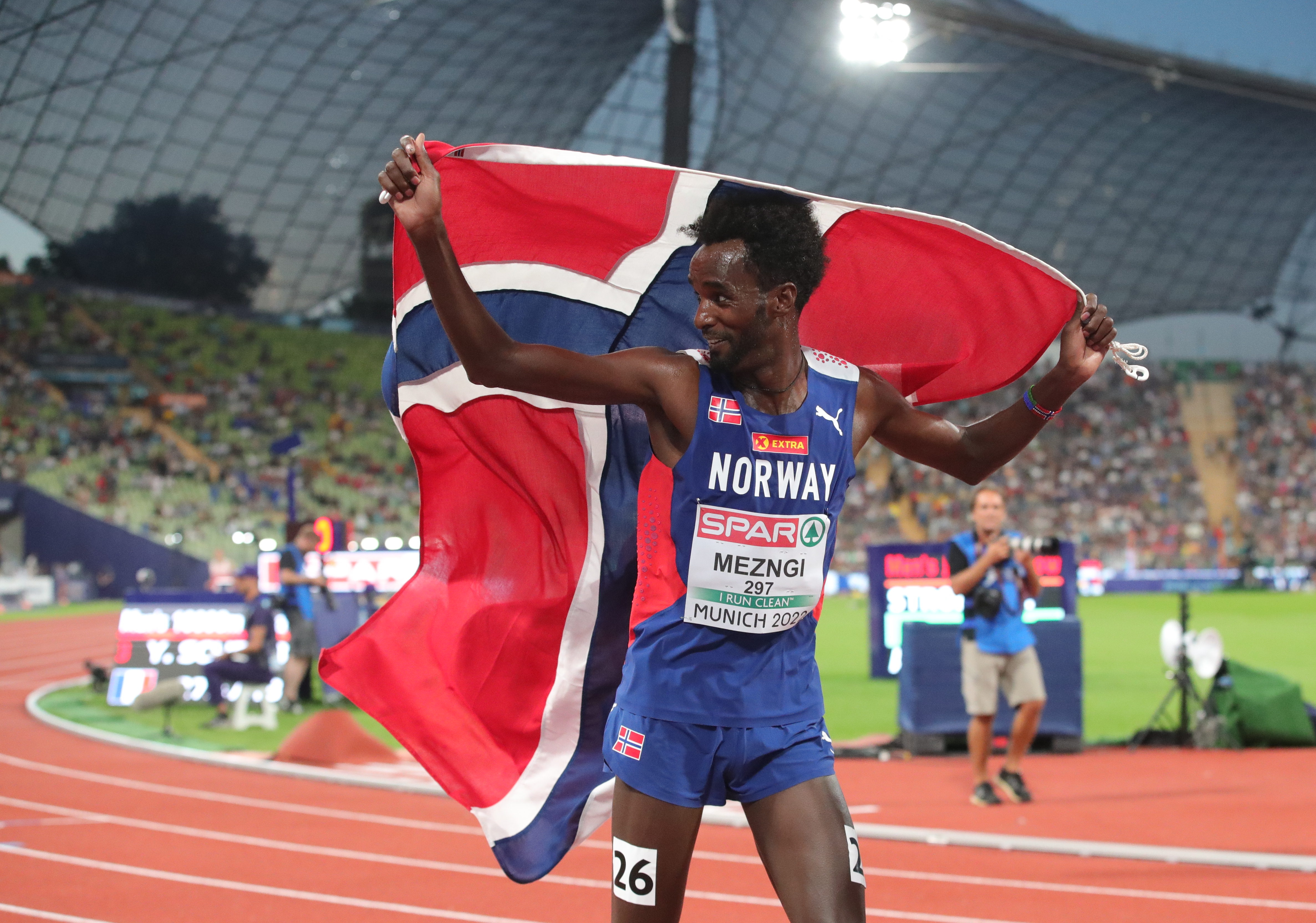
Vizeeuropameister Zerei Kbrom Mezngi

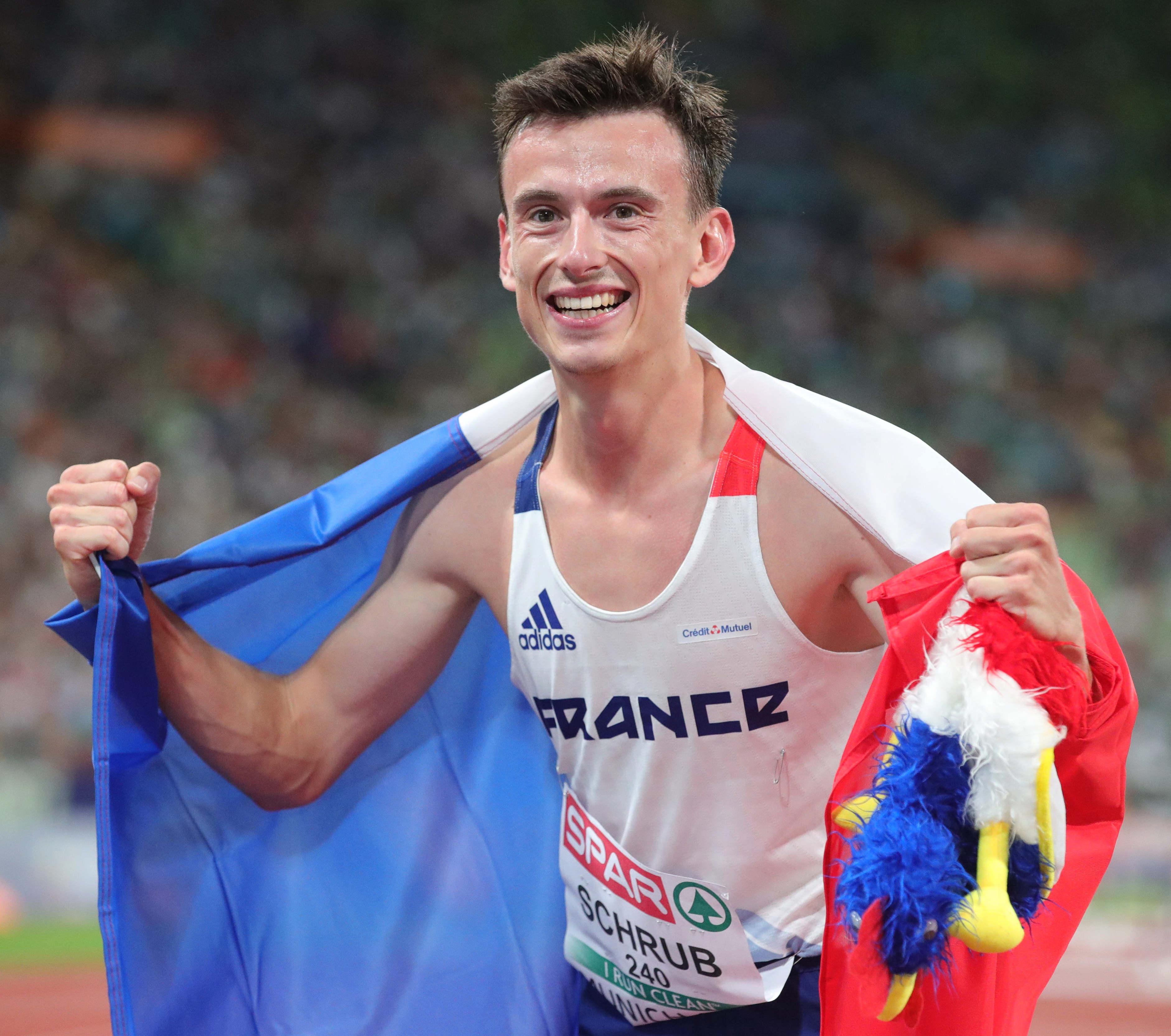
Yann Schrub wurde Dritter

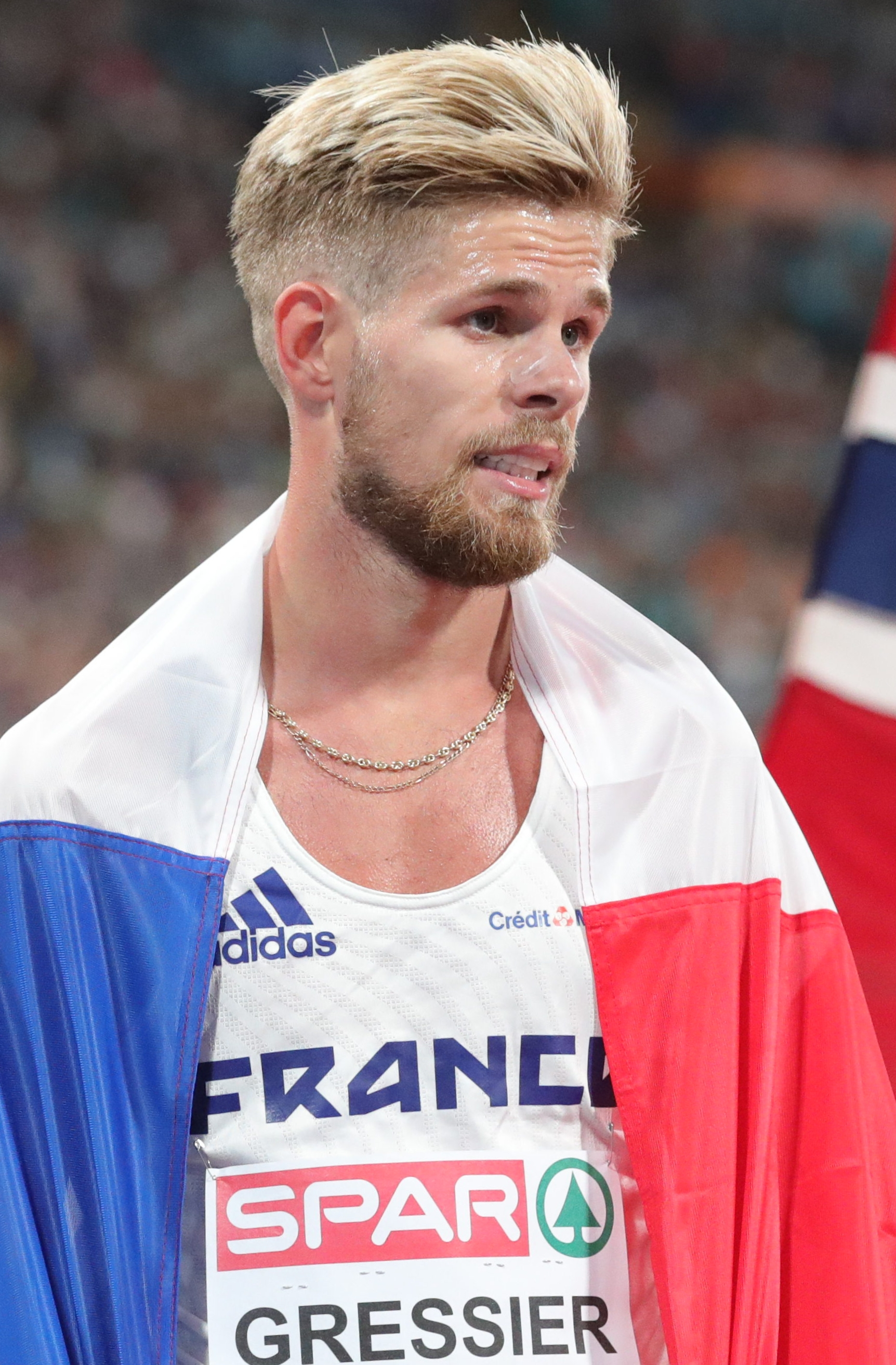
Dem anfangs führenden Jimmy Gressier fehlten auf seinem vierten Platz gut zweieinhalb Sekunden zu Bronze

21. August 2022, 20:00 Uhr MESZ
| Platz | Name                          | Nation               | Zeit (min) |
| ----- | ----------------------------- | -------------------- | ---------- |
| 1     | Yemaneberhan Crippa           | Italien              | 27:46,13   |
| 2     | Zerei Kbrom Mezngi            | Norwegen             | 27:46,94   |
| 3     | Yann Schrub                   | Frankreich           | 27:47,13   |
| 4     | Jimmy Gressier                | Frankreich           | 27:49,84   |
| 5     | Pietro Riva                   | Italien              | 27:50,51   |
| 6     | Efrem Gidey                   | Irland               | 27:59,22   |
| 7     | Magnus Tuv Myhre              | Norwegen             | 28:02,18   |
| 8     | Nils Voigt                    | Deutschland          | 28:02,19   |
| 9     | Samuel Fitwi Sibhatu          | Deutschland          | 28:03,92   |
| 10    | Tadesse Getahon               | Israel               | 28:04,37   |
| 11    | Emile Cairess                 | Großbritannien       | 28:07,37   |
| 12    | Marc Scott                    | Großbritannien       | 28:07,72   |
| 13    | Simon Debognies               | Belgien              | 28:08,60   |
| 14    | Roberto Alaiz                 | Spanien              | 28:14,86   |
| 15    | Yoann Kowal                   | Frankreich           | 28:17,39   |
| 16    | Aras Kaya                     | Türkei               | 28:23,77   |
| 17    | Juan Antonio Pérez            | Spanien              | 28:38,21   |
| 18    | Hiko Tonosa Haso              | Irland               | 28:38,82   |
| 19    | Filimon Abraham               | Deutschland          | 28:53,54   |
| 20    | Bjørnar Sandnes Lillefosse    | Norwegen             | 28:59,67   |
| 21    | Michael Somers                | Belgien              | 29:10,13   |
| 22    | Andreas Vojta                 | Österreich           | 29:56,71   |
| DNF   | Isaac Kimeli                  | Belgien              |            |
| DNF   | Sam Atkin                     | Großbritannien       |            |
| DNF   | Samuel Barata                 | Portugal             |            |
| DNF   | Jamal Abdelmaji Eisa Mohammed | Athlete Refugee Team |            |

| Zwischenzeiten      | Zwischenzeiten | Zwischenzeiten                                         | Zwischenzeiten |
| Zwischenzeit- Marke | Zwischenzeit   | Führende(r)                                            | 1000-m-Zeit    |
| ------------------- | -------------- | ------------------------------------------------------ | -------------- |
| 1000 m              | k. A.000       | 000k. A.                                               | k. A.00        |
| 2000 m              | 5:24,88 min    | Jimmy Gressier mit sechzehnköpfiger Spitzengruppe      | ? min          |
| 3000 m              | 8:09,81 min    | Jimmy Gressier mit fünfköpfiger Spitzengruppe          | 2:48,93 min    |
| 4000 m              | 11:03,99 min   | Yoann Kowal mit dem kompletten Feld                    | 2:54,18 min    |
| 5000 m              | 13:54,29 min   | Aras Kaya mit neunzehnköpfiger Spitzengruppe           | 2:50,30 min    |
| 6000 m              | 16:45,29 min   | Emile Cairess mit neunzehnköpfiger Spitzengruppe       | 2:51,00 min    |
| 7000 m              | 19:42,56 min   | Yemaneberhan Crippa mit achtzehnköpfiger Spitzengruppe | 2:57,27 min    |
| 8000 m              | 22:30,31 min   | Yemaneberhan Crippa mit sechzehnköpfiger Spitzengruppe | 2:47,35 min    |
| 9000 m              | 25:14,16 min   | Zerei Kbrom Mezngi mit siebenköpfiger Spitzengruppe    | 2:43,45 min    |
| 10.000 m            | 27:46,13 min   | Yemaneberhan Crippa                                    | 2:31,97 min    |

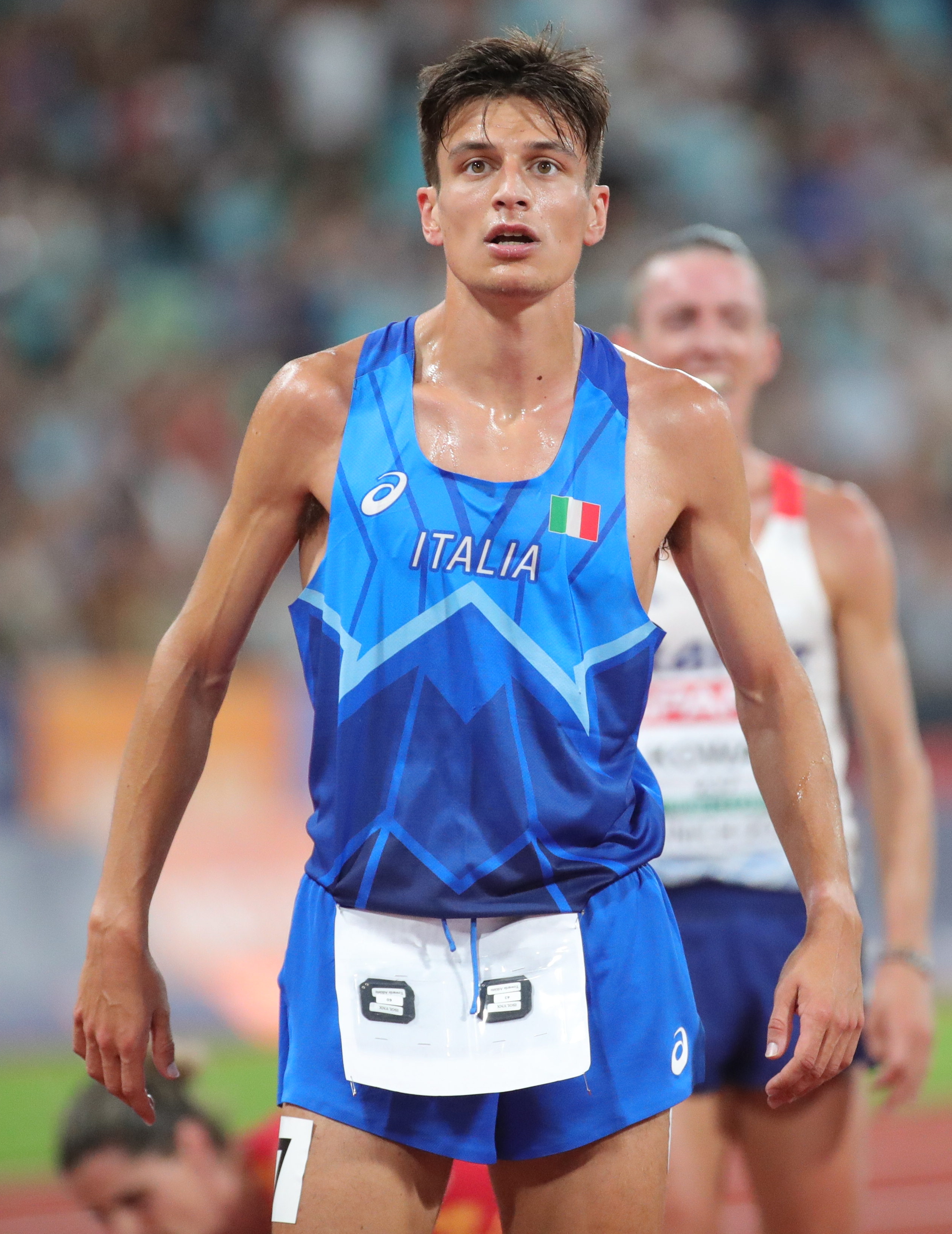
Pietro Riva belegte Rang fünf
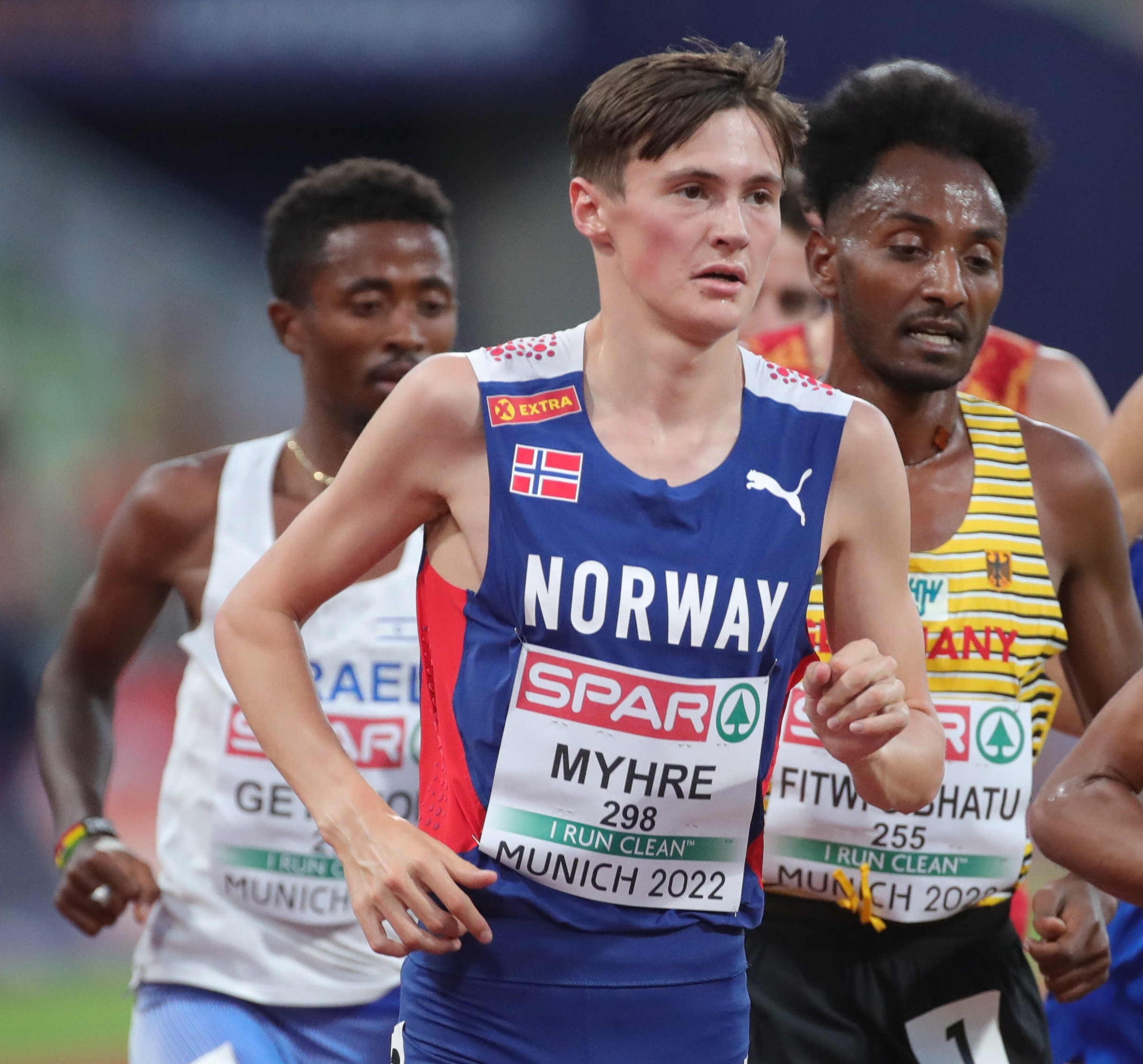
Magnus Tuv Myhre – Platz sieben
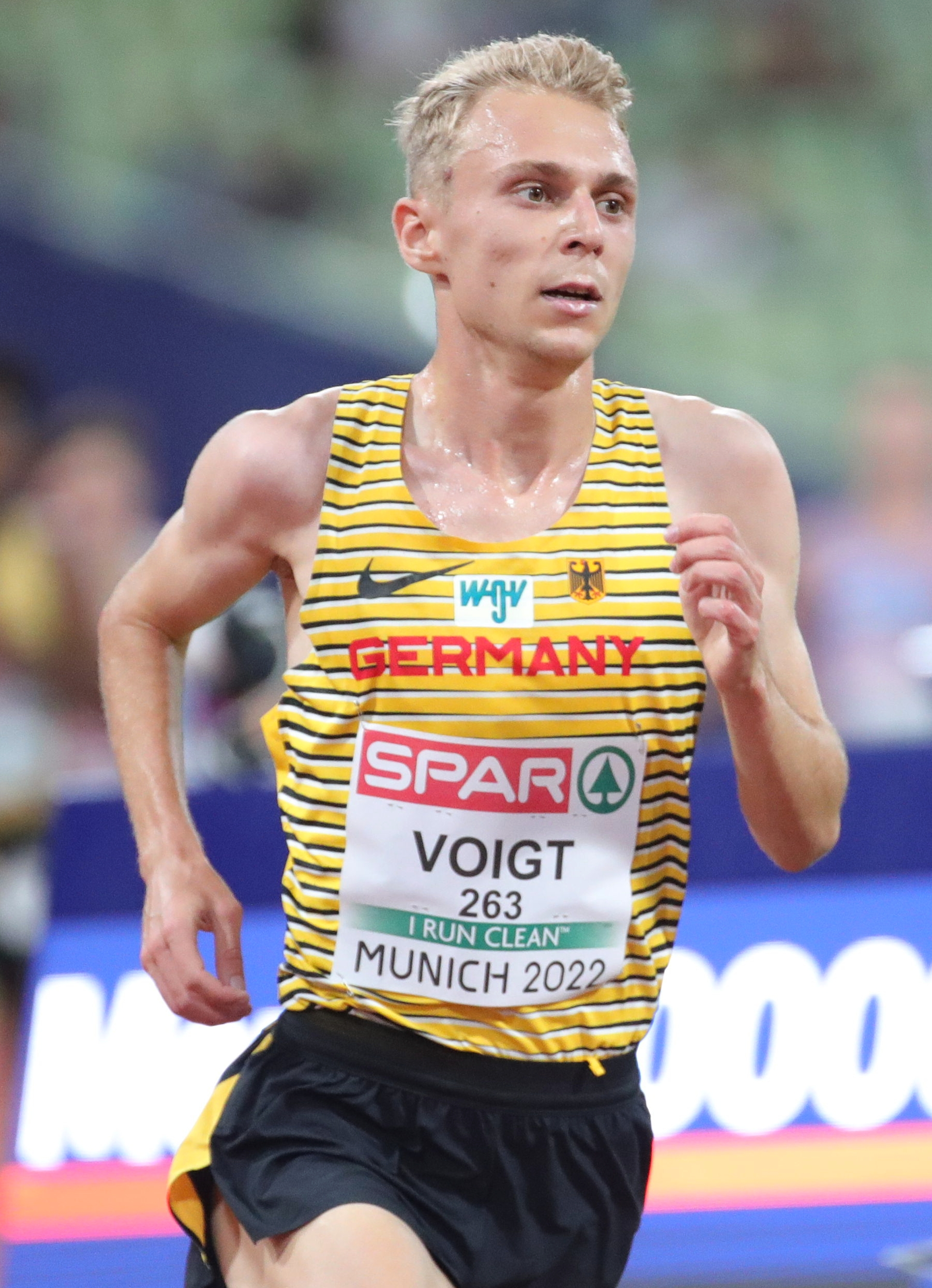
Der achtplatzierte Nils Voigt

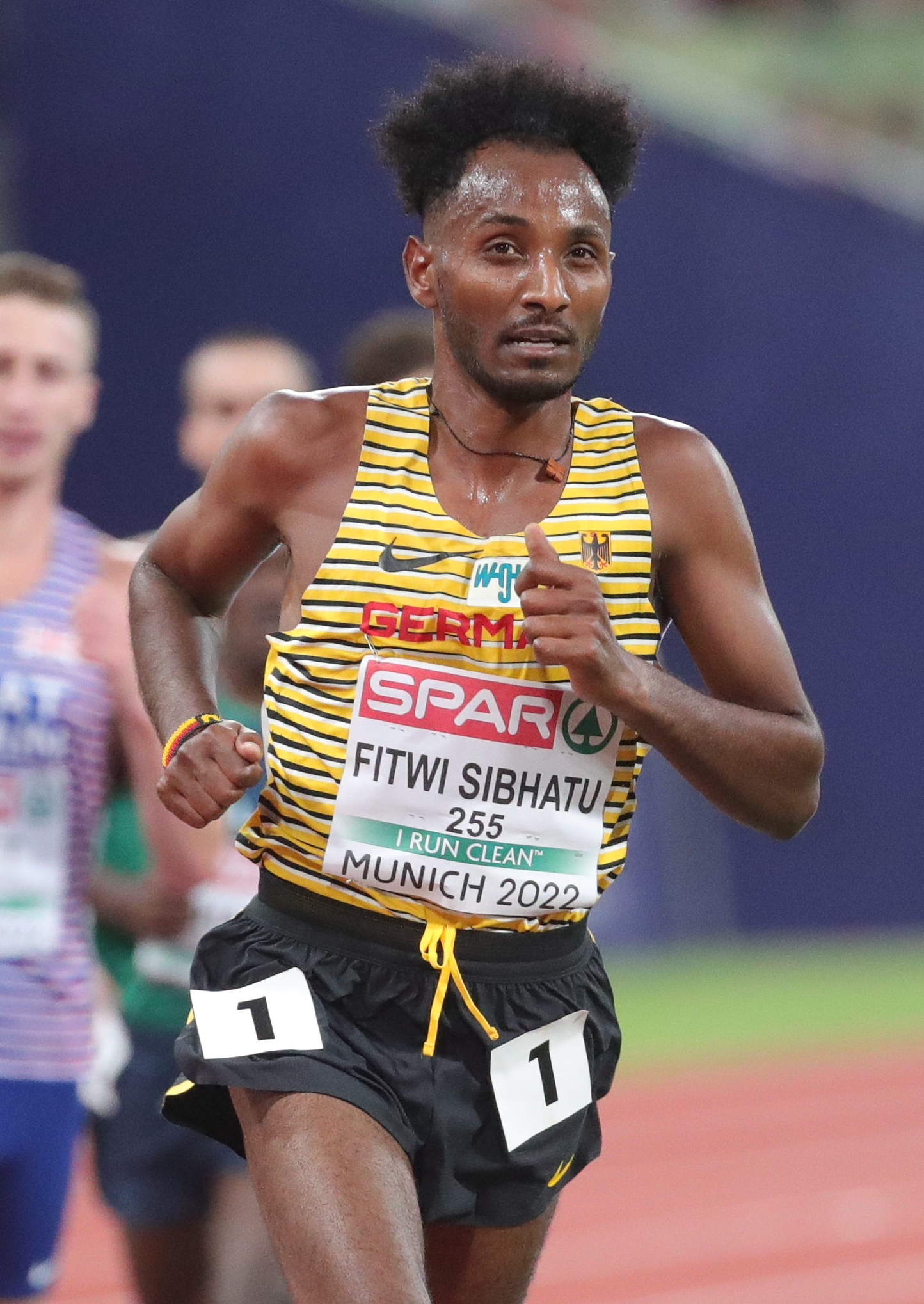
Samuel Fitwi Sibhatu kam auf den neunten Platz
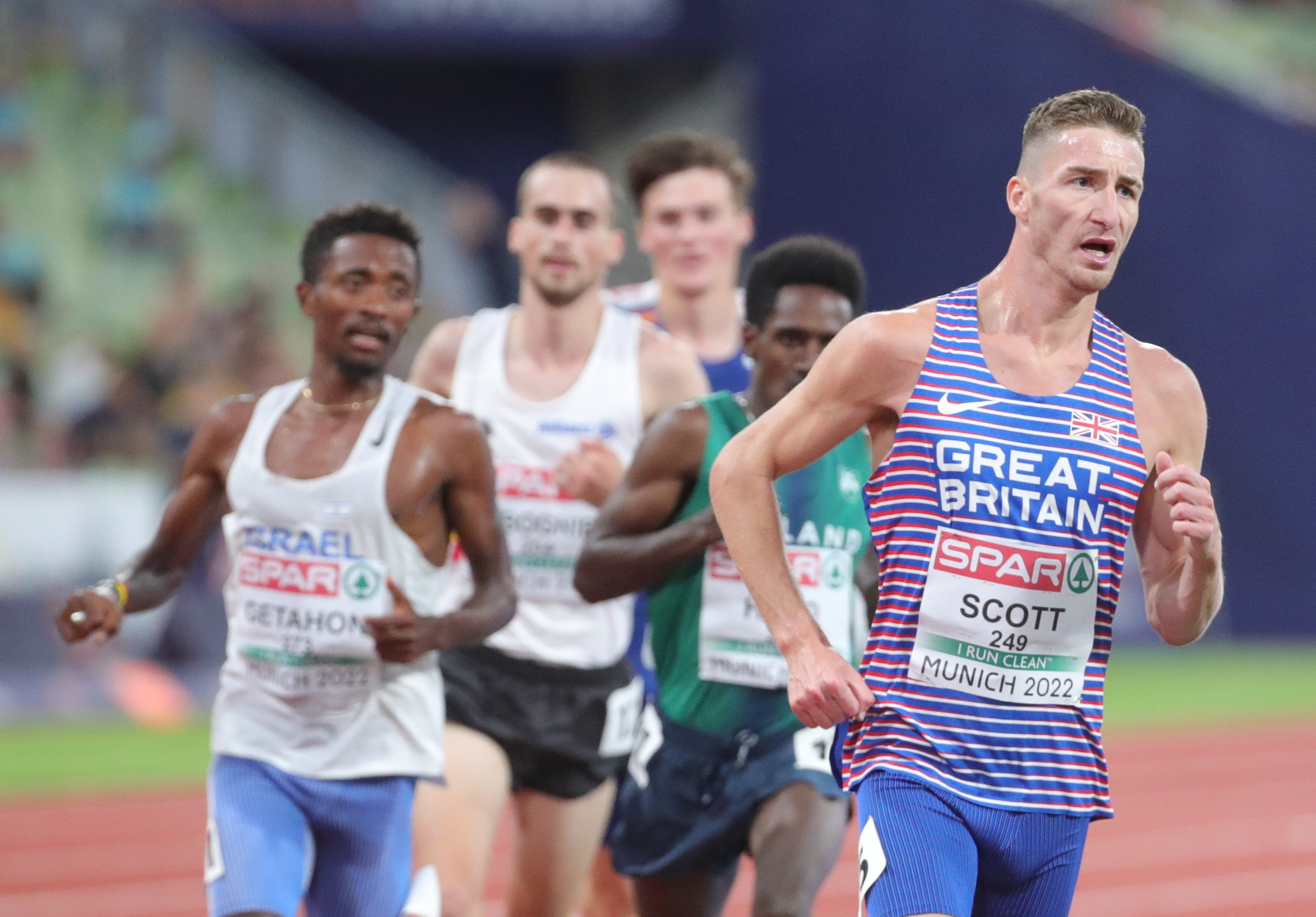
Marc Scott (Führender der Gruppe) erreichte Platz zwölf
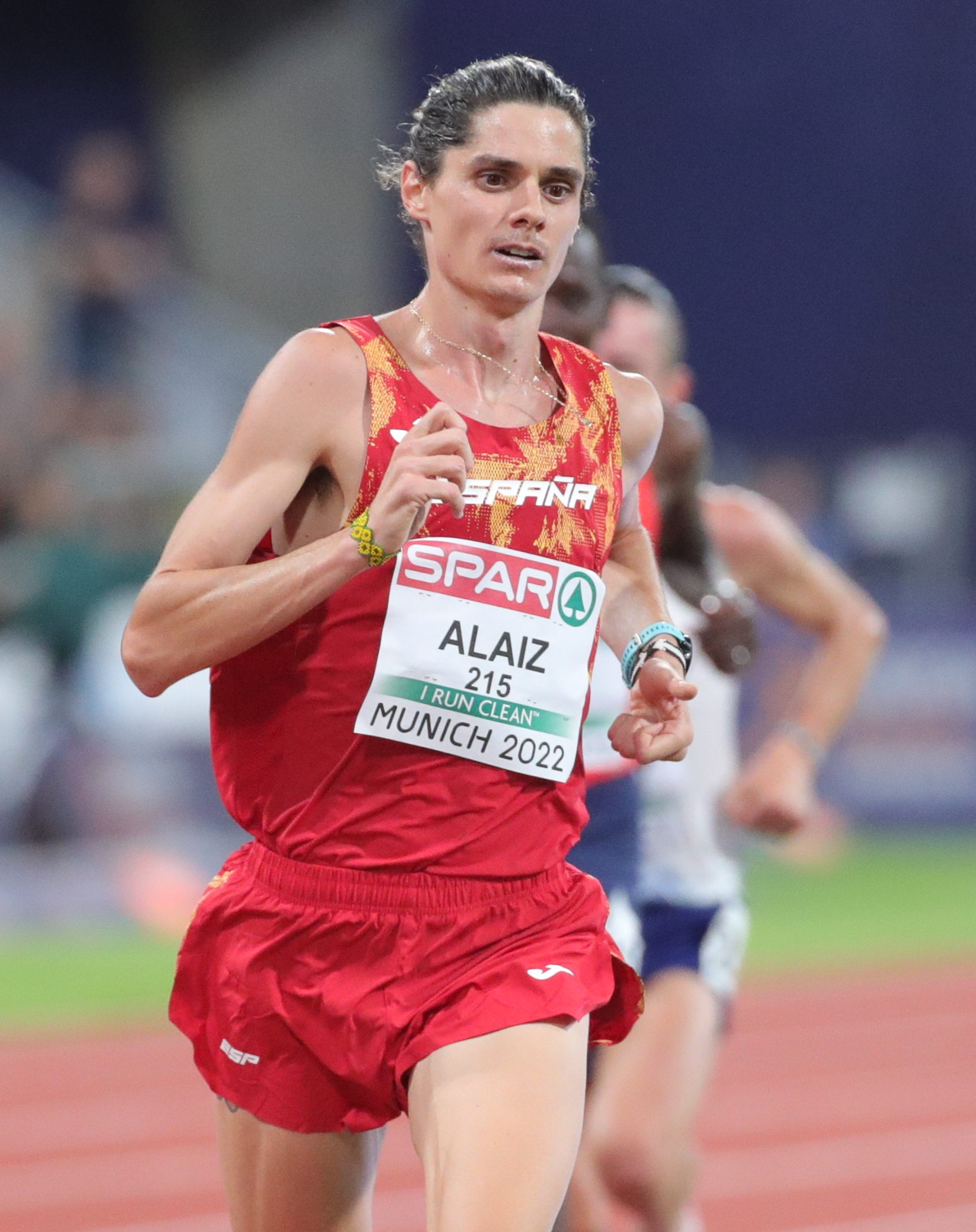
Rang vierzehn für Roberto Alaiz

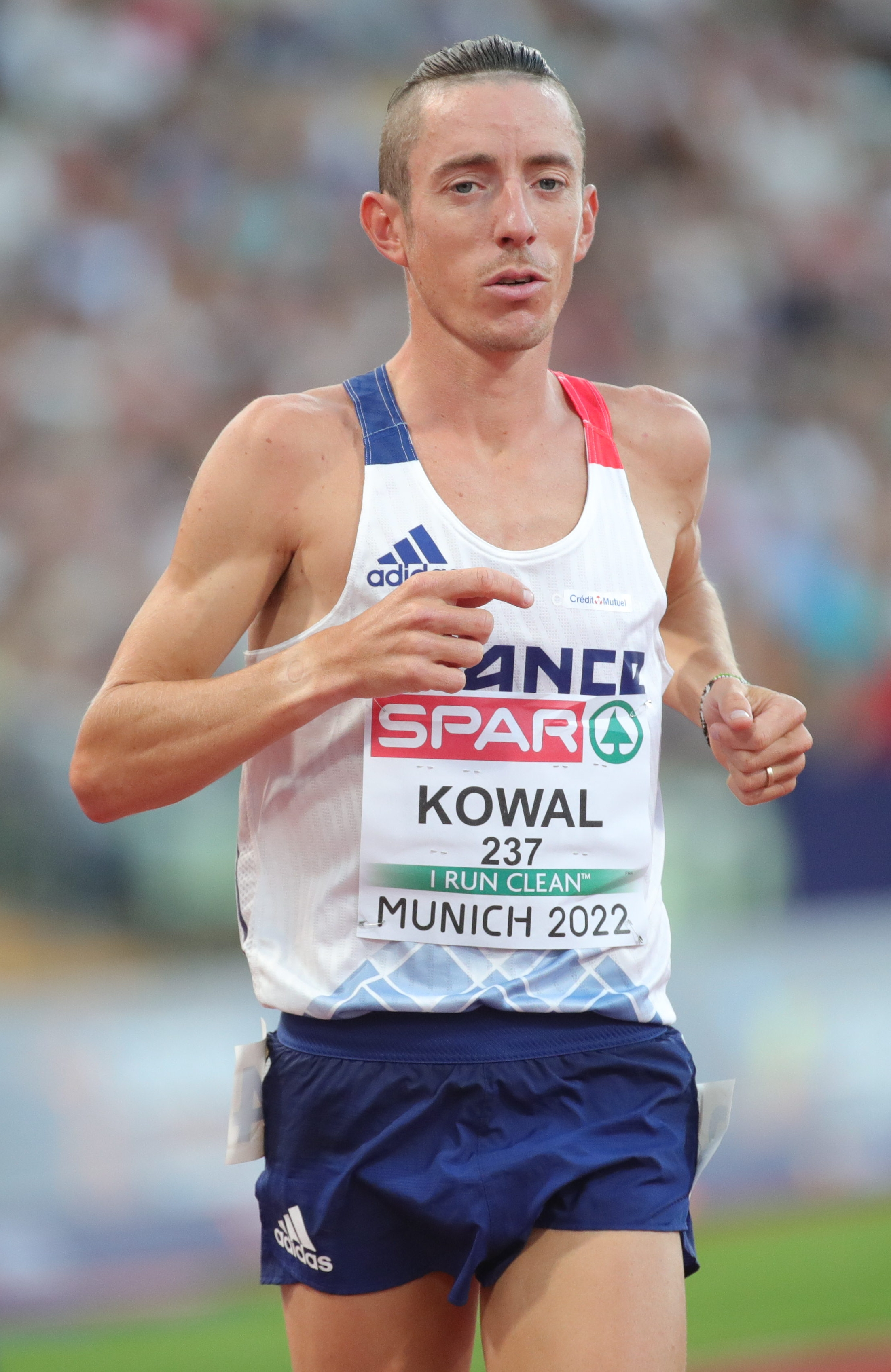
Yoann Kowal – Platz fünfzehn
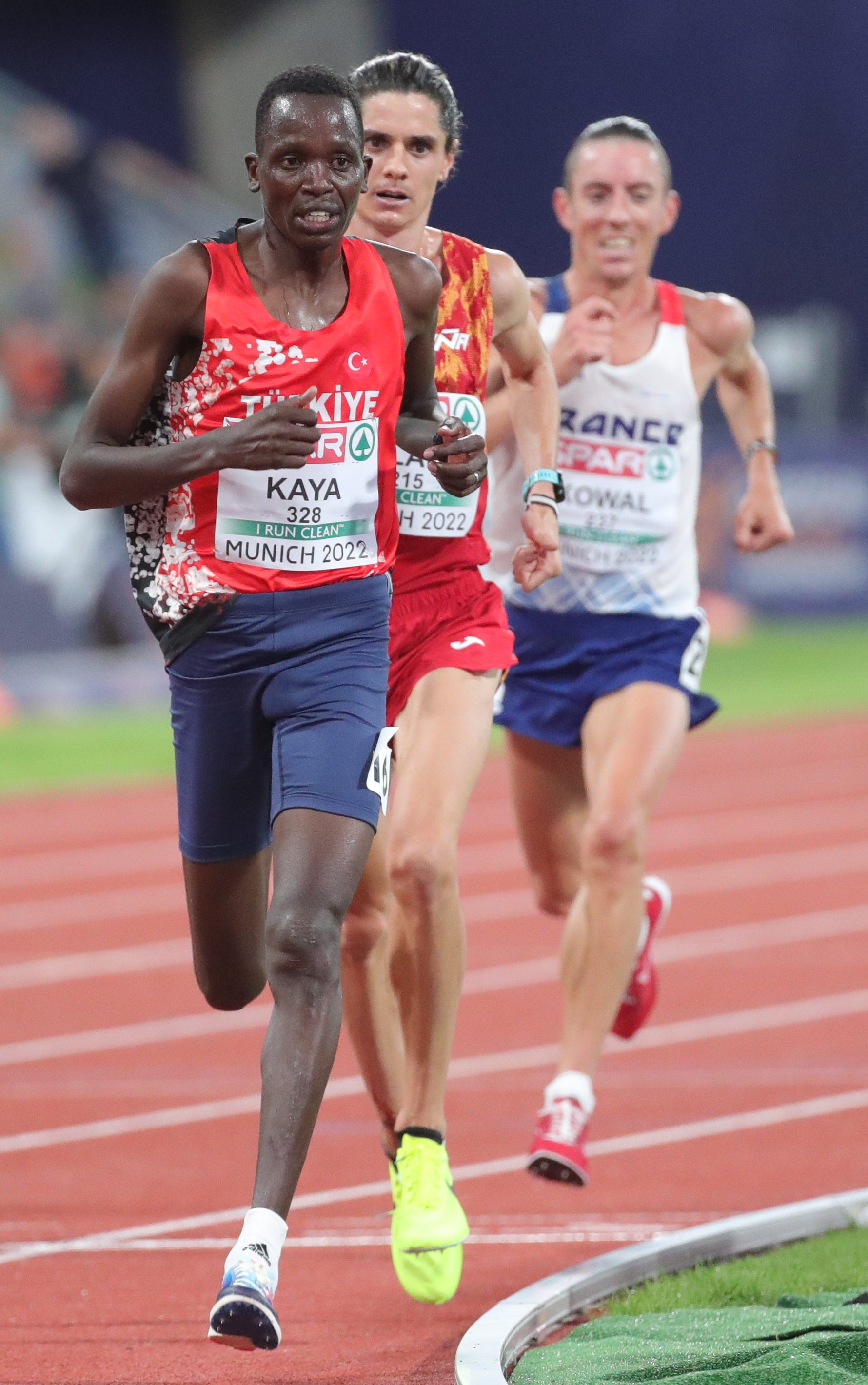
Aras Kaya (rotes Trikot) – Platz sechzehn
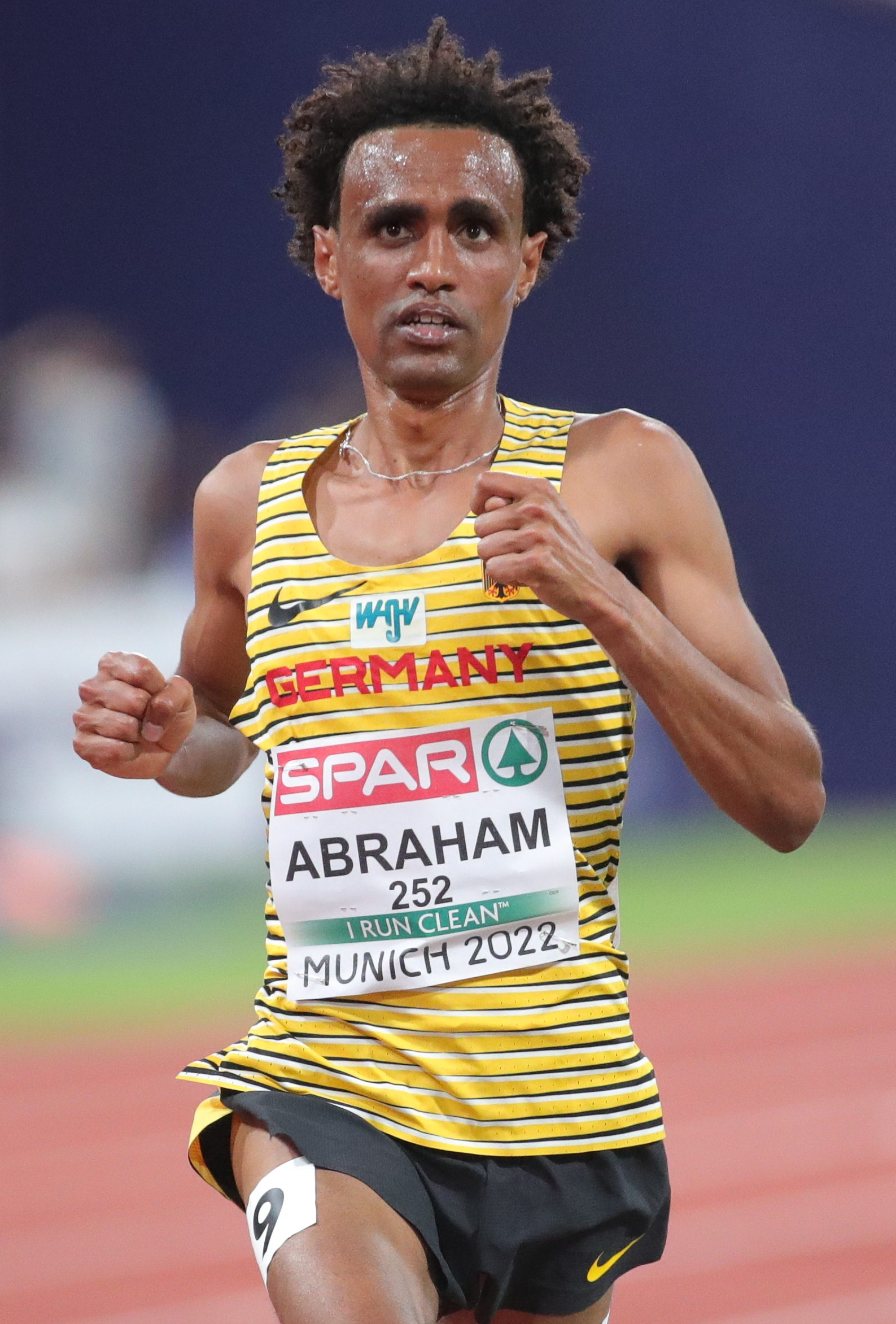
Filimon Abraham – Platz neunzehn
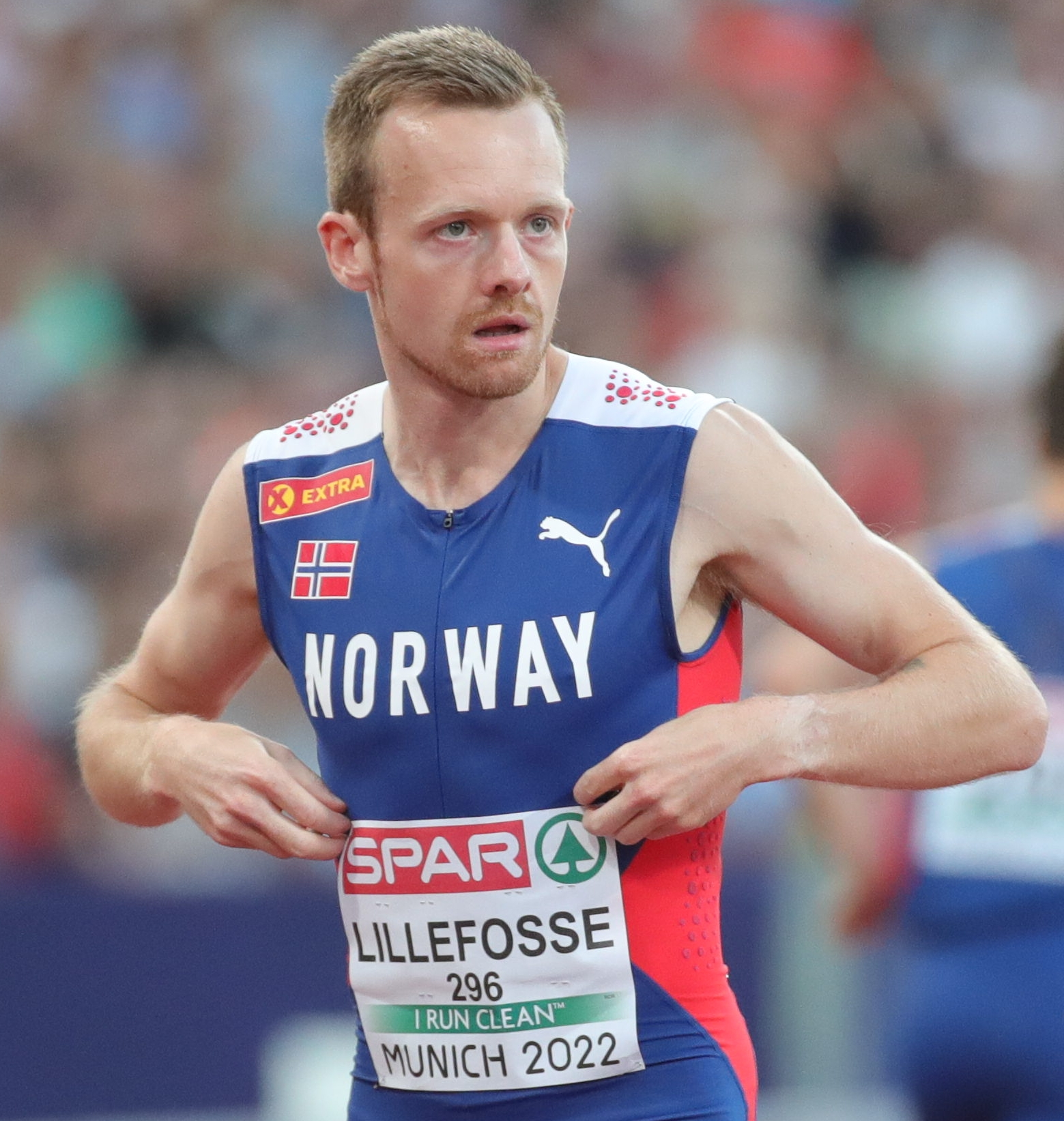
Bjørnar Sandnes Lillefosse – Platz zwanzig

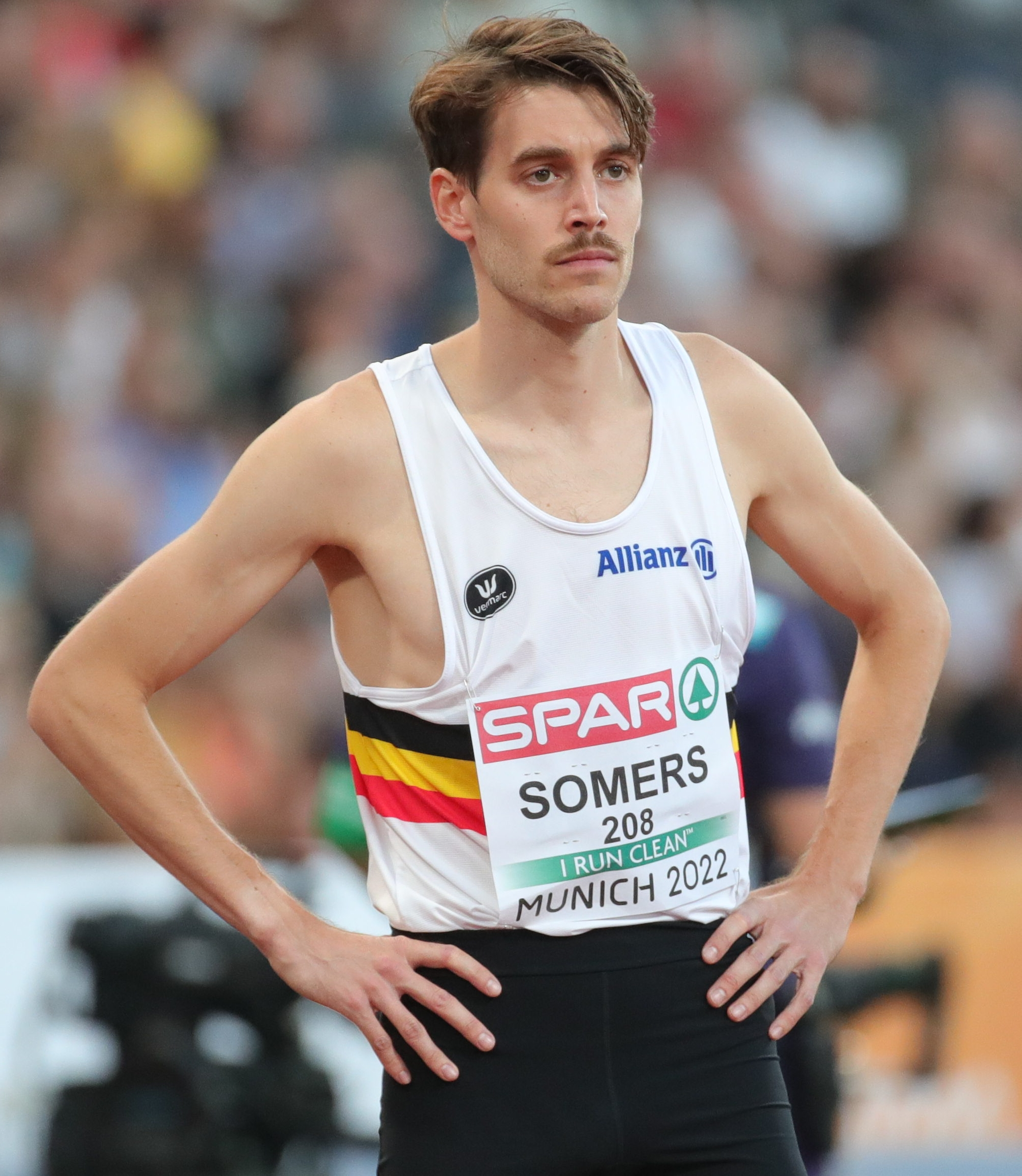
Michael Somers – Platz 21
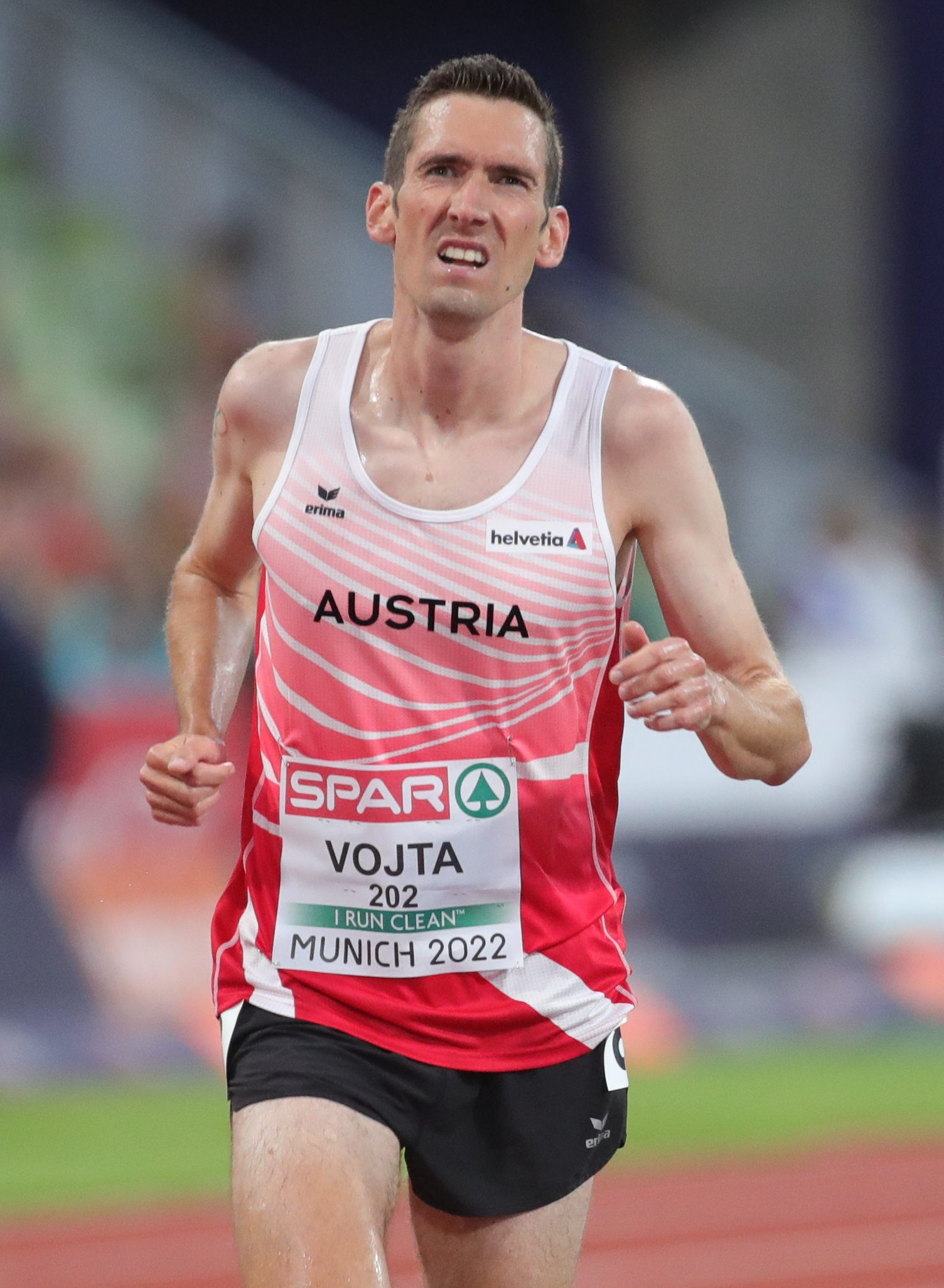
Andreas Vojta – Platz 22
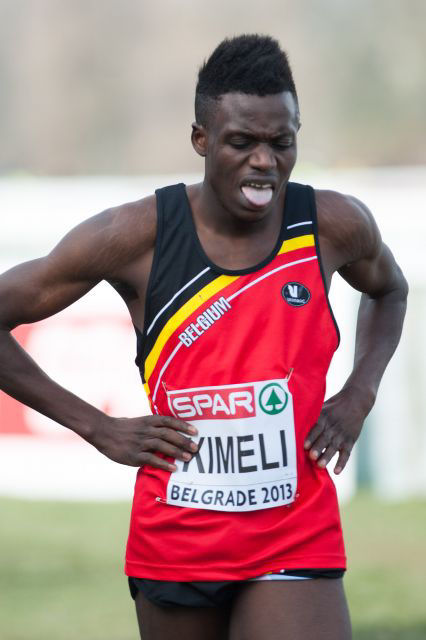
Isaac Kimeli – Rennen nicht beendet

## Videolink
- Men 10000M Final, European Athletics Championships Munich 2022, youtube.com, abgerufen am 7. September 2022